# Parthenay
Parthenay je naselje in občina v zahodni francoski regiji Poitou-Charentes, podprefektura departmaja Deux-Sèvres. Leta 1999 je naselje imelo 10.466 prebivalcev.

## Geografija
Kraj leži v zahodnofrancoski pokrajini Gâtine vendéenne, ob reki Thouet.

## Administracija
Parthenay je sedež istoimenskega kantona, v katerega so poleg njegove vključene še občine Adilly, Amailloux, La Chapelle-Bertrand, Châtillon-sur-Thouet, Fénery, Lageon, Pompaire, Saint-Germain-de-Longue-Chaume, Le Tallud in Viennay z 20.270 prebivalci.
Naselje je prav tako sedež okrožja, v katerem se nahajajo kantoni Airvault, Mazières-en-Gâtine, Ménigoute, Moncoutant, Parthenay, Saint-Loup-Lamairé, Secondigny in Thénezay z 62.011 prebivalci.

## Zgodovina
Po legendi naj bi Parthenay nastal z Meluzininem zamahom čarobne palice.
V začetku 11. stoletja si je lokalno gospostvo utrdilo na skalnatem hribu kot lahko branljivem prostoru nad zavojem reke Thouet, večji grad pa je na tem mestu stal že v 12. stoletju. S pomočjo angleškega kralja so v boju proti francoski vojski v letih 1202−1227 kraj obdali z močnim obzidjem in jarkom, zgrajena in ojačana so bila štiri velika mestna vrata, med drugim Vrata sv. Jakoba, imenovana po romarjih, ki so potovali skoznje v Santiago de Compostelo. 

## Zanimivosti
Pokrajina Parthenaya (Pays de Parthenay) je na seznamu francoskih umetnostno-zgodovinskih krajev.

## Pobratena mesta
- Abrantes (Portugalska),
- Arnedo (Španija),
- Edmundston (New Brunswick, Kanada),
- Manakara (Madagaskar),
- Tipperary (Irska),
- Tsévié (Togo),
- Weinstadt (Nemčija).

1. ↑  »Populations légales 2016«. Nacionalni inštitut za statistične in gospodarske raziskave. Pridobljeno 25. aprila 2019.